# Yehuda ben Meir
Yehuda ben Meir (auch bekannt unter Yehuda ha-Kohen oder Judah von Mainz) war ein Rabbiner, Talmud-Lehrer und Reisender des späten 10. und frühen 11. Jahrhunderts. Sein Enkel war auch Rabbi Yehuda ben Meir aus Mainz/Magenza, der den Sefer ha-Dinim schrieb der enthält eine Zusammenstellung seiner Reisen ebenso wie die anderer Juden in Osteuropa. In seinen Beschreibungen werden Przemyśl und Kiew als Handelsplätze innerhalb des Radhaniten-Netzwerks erwähnt.
Rabbi Yehuda war der richtungsweisende Lehrer Gerschom ben Jehudas, und sein Werk beeinflusste die späteren Schriften Raschis. Yehuda wurde auch als „der Große“ und „der Gaon“ bezeichnet.